# Scharffia chinja
Scharffia chinja is een spinnensoort in de taxonomische indeling van de Cyatholipidae.
Het dier behoort tot het geslacht Scharffia. De wetenschappelijke naam van de soort werd voor het eerst geldig gepubliceerd in 1997 door Charles E. Griswold.